# Leptotyphlops broadleyi
Leptotyphlops broadleyi este o specie de șerpi din genul Leptotyphlops, familia Leptotyphlopidae, descrisă de Van Stanley Bartholomew Wallach și Hahn 1997. Conform Catalogue of Life specia Leptotyphlops broadleyi nu are subspecii cunoscute.